# Roman Hurkowski
Roman Hurkowski (2 de agosto de 1949[carece de fontes?] - 14 de dezembro de 2010) foi um jornalista esportivo polonês. Ele era colunista e autor de livros dedicados ao futebol.

## Livros publicados
- Boniek i inni. Moi rywale (z Andrzejem Personem) wyd. Pomorze, 1985, ISBN 83-7003-424-1
- Reprezentacja Polski, Almanach 1921-1990 (z Dariuszem Kuczmerą) wyd. Proinfo, 1991,
- Polska piłka nożna 2002 wyd. Grupa IMA, 2002, ISBN 83-916655-9-3
- Z piłka do Europy wyd. Quick Publishing, 2005, ISBN 83-922206-0-9
- Dwa kluby, dwa kraje, jedna piękna kariera. Krzysztof "Gucio" Warzycha - mecze, gole, laury wyd. Księgarnia Św. Jacka, 2005, ISBN 83-7030-435-4
- Piłkarski świat zaraz oszaleje. Mistrzowski przewodnik - Niemcy 2006 (z Edwardem Klejndinstem) wyd. Adam, 2006, ISBN 97-88372-32-6
- Tajemnica Mundialu (z Przemysławem Łonyszynem) wyd. Zysk i S-ka, 2006, ISBN 83-7298-932-X
- Los tak chciał. Niepublikowany wywiad z trenerem Kazimierzem Górskim (z ks. Tomaszem Lubasiem) wyd. Święty Paweł, 2007, ISBN 978-83-7424-295-0